# 利薩利帕河
利薩利帕河（烏克蘭語：Лиса Липа），是烏克蘭西南部的河流，屬於索布河的左支流。該河處於文尼察州的海辛區，流經亞斯特魯賓齊、庫普欽齊和達希夫，河道全長17公里，流域面積120平方公里。